# Big Red Machine
Big Red Machine es una banda estadounidense de indie folk que empezó como una colaboración entre los músicos Justin Vernon, [miembro de la banda (Bon Iver)iniciada en 2006] y Aaron Dessner [uno de los miembros de la banda (The National) iniciada en 1999].

## Historia

### 2008–2016: Formación y principios
Big Red Machine empezó como una colaboración musical en 2008, cuándo Aaron Dessner le escribió a Justin Vernon por MySpace, sin ninguna reunión personal previa. Dessner le envió a Vernon una idea instrumental para un álbum de recopilación nombradaDark Was The NIght , beneficiando a la Red Hot Organization , para la cual Dessner quería que Vernon escribiera una canción. El bosquejo se tituló "big Red Machine", y Vernon creó una canción completa utilizando dicha pista. El álbum fue celebrado con un espectáculo en Radio City Music Hall, donde los dos se conocieron y empezaron a seguir colaborando. Desde entonces, han trabajado en un sinnúmero de los proyectos juntos, incluyendo las PEOPLE Collective, el Festival Eaux Claires de Musica & Artes, y Day of the Dead.
Dessner es más famoso por ser un miembro fundador, compositor, y productor para The National, y Vernon por ser el dirigente de Bon Iver.
En 2016, Vernon, Dessner, y el hermano gemelo de Dessner Bryce Dessner fondaron un artista colectivo llamado PEOPLE. El sitio web de PEOPLE declara que los objetivos de este es "establecer un espacio independiente y nutritivo en donde se puede realizar un trabajo (generalmente alrededor de la música) que es colaborativo, espontáneo y expresivo en naturaleza y donde todas las distracciones innecesarias u obstáculos que intervienen son removidas ." Ellos en primer lugar se reunieron para un festival en Funkhaus, Berlín, en 2016. El segundo festival tuvo lugar en 2018, otra vez en Funkhaus. Desde el 2016, Big Red Machine ha tocado varios conjuntos en los Festivales Eaux Claires, Haven, y From a Safe Harbour.
Dessner ha declarado que el bosquejo original que envió a Vernon en el 2008, nombrado "Big Red Machine", utiliza el apodo del Equipo Cincinnati Reds de 1970 que ganó la Serie Mundial en el 1975 y 1976. El equipo recibió el apodo "The Big Red Machine" debido a ese periodo exitoso. Aaron Dessner creció en Cincinnati, y él y su hermano de gemelo nacieron en 1976, durante el éxito del equipo.

### 2018–2019:Big Red Machine
La banda Big Red Machine lanzó su álbum de debut Big Red Machine el 31 de agosto de 2018, vía PEOPLE y Jagjaguwar. Con anterioridad a este, la banda lanzó cuatro canciones del álbum: "Gratitud", "Lyla", "Hymnostic", y "Forest Green". El álbum autoproclamado de 10 canciones fue coproducido por Dessner, Vernon, y Brad Cook, mientras Jonathan Low mezcló la grabación. El álbum cuenta con un aproximado de 40 colaboradores, incluyendo Bryce Dessner, Bryan Devendorf, Richard Parry, Phoebe Bridgers, Lisa Hannigan, JT Bates, y Kate Stables, entre otros. La mayoría del álbum fue grabado en el estudio que Dessner tenía en un cobertizo en Hudson Valle, donde Dessner también grabó el álbum Sleep Well Beast de The National en 2017.

### 2020–presente: Colaboraciones con Taylor Swift y segundo álbum
En 2020, fue anunciado que Dessner y Vernon habían empezado a trabajar en un material nuevo de Big Red Machine. Temprano en ese mismo año, durante la Pandemia deCOVID-19 Michael Stipe apareció en varios shows nocturnos , estrenando una nueva canción llamada "No Time for Love Like Now". La canción fue revelada como una canción de Big Red Machine, y la canción, que incluye la voz de Stipe, fue lanzada en junio. Dessner también actuó varios en varias canciones de Big Red Machine que no fueron lanzadas durante una sesión en vivo en Instagram. En abril—diciembre de 2020, Dessner coprodujo y coescribió muchas canciones en Folklore y Evermore, los álbumes que la cantante y compositora americana Taylor Swift lanzó en el 2020; Vernon también contribuyó en la voz y en el instrumental de varias canciones y también colaboro en canciones tales como: Exile de “Folklore” y Evermore del álbum “Evermore”. Dessner y Swift ganaron Álbum del año por Folklore en la entrega número 63 de los premios anuales Grammy. También Dessner ayudó a coproducir el más reciente álbum de Taylor Swift (Fearless Taylor’s Version) que fue lanzado en el año 2008 y fue regrabado en abril del 2021. 
En agosto de 2020, Dessner confirmó Big Red Machine estaba finalizando y arreglando música nueva para un próximo álbum. Más tarde en ese año, la banda liberó dos covers de la canción de Aimee Mann "Wise Up" y colaboró con Sharon Van Etten en la reedición de su álbum Epic. Además, Vernon, en su "Visita con Vernon" serie virtual, actuó una canción no publicada de Big Red Machine llamada "Latterdays", que fue presentada anteriormente por Dessner durante su concierto en vivo en Instagram. "Latterdays" fue coescrito por Hadestown escritor Anaïs Mitchell. En abril de 2021, Vernon reveló una potencial colaboración con Taylor Swift.
En junio de 2021, la banda anunció su segundo álbum, Cuánto tiempo How Long Do You Think It's Gonna Last?, planificado para ser lanzado el 27 de agosto del 2021, En la semana del anuncio, ellos lanzaron las canciones "Latter Days" (con Anaïs Mitchell), "The Ghost of Cincinnati", y "Renegade" (con Taylor Swift).

## Discografía

### Álbumes de estudio
- Big Red Machine (2018)
- How Long Do You Think It's Gonna Last? (2021)

### Sencillos
- "No Time for Love Like Now" colaborando Michael Stipe (2020)
- "Latter Days" y " Phoenix" con Anaïs Mitchell y Fleet Foxes (2021)
- "The Ghost of Cincinnati" (2021)
- "Renegade" y "Birch" colaborando Taylor Swift (2021)